# Francisco de Vitoria
Francisco de Vitoria O.P. (Burgos, 1483/1486 - Salamanca, 12 d'agost de 1546) va ser un frare dominic espanyol, catedràtic de la Universitat de Salamanca. És reconegut per les seves contribucions al dret internacional i l'economia moral, i és considerat el principal fundador de l'Escola de Salamanca.

## Biografia
Francisco de Vitoria va néixer a Burgos, probablement el 1483, fill de Pedro de Vitoria, de família vitoriana,3 i de Catalina de Compludo, emparentada amb la família judeoconversa dels Cartagena.4 el convent de Sant Pau de Burgos, on va rebre una bona formació humanística.
Cap a 1508 va ser enviat a París, on va estudiar arts i teologia i des de 1513 va impartir classes, primer d'arts i filosofia, i de teologia a la càtedra per a estrangers del col·legi de Saint-Jacques a partir de 1516, fins a obtenir el doctorat en Sagrada Teologia el 1522. Va tornar a Espanya un any més tard com a professor de teologia al Col·legi de Sant Gregori de Valladolid, fins que el 1526 va obtenir la càtedra de teologia de la Universitat de Salamanca. Va introduir la Summa Theologiae de Tomàs d'Aquino com el llibre de text bàsic en teologia. Com que ja per aquell temps Salamanca era una de les universitats més prestigioses d'Espanya i Europa, el tomisme va ser aviat adoptat per altres, difonent-se el realisme aristotèlicotomista.
La dignitat i els problemes morals de la condició humana van ser l'eix al voltant del qual es va desenvolupar la seva obra. Va ser especialment influent per les seves aportacions al dret, encara que també van tenir gran repercussió els estudis sobre teologia i sobre aspectes morals de l'economia.